# Clan Asakura
El clan Asakura (朝仓氏, Asakura-shi) era un llinatge japonès descendent del Príncep Kusakabe (662-689), fill de l'emperador Temmu (631-686).
El clan Asakura era una línia de daimyos que, juntament amb el clan Azai, es van oposar a Oda Nobunaga durant el període Sengoku de la història del Japó. Van ser derrotats per Nobunaga durant la batalla d'Anegawa de 1570 i eliminats definitivament tres anys després quan el Ichijōdani va ser pres.

## Membres Prominents del clan Asakura
- Asakura Toshikage (1428-1481)
- Asakura Norikage (1474-1552)
- Asakura Takakage (1493-1546)
- Asakura Yoshikage (1533-1573)
- Asakura Kagetake (- 1575)